# Hanna Schwarz
Hanna Schwarz (Amburgo, 15 agosto 1943) è un mezzosoprano tedesco.

## Biografia
Ha studiato in Amburgo, a Folkwang Universität ed in Hannover dove debutta nel 1970 in Die Walküre.
Insegna canto ad Amburgo.

## Discografia
- Beethoven, Missa solemnis - Bernstein/Moser/Schwarz/Kollo, 1978 Deutsche Grammophon
- Berg, Lulu - Boulez/Stratas/Minton/Schwarz, 1979 Deutsche Grammophon - Grammy Award al miglior album di musica classica e Grammy Award for Best Opera Recording 1981
- Ciaikovsky, Dama di picche - Rostropovich/Vishnevskaya, 1977 Deutsche Grammophon
- Humperdinck: Königskinder - Adolf Dallapozza/Chor des Bayerischen Rundfunks/Hanna Schwarz/Heinz Wallberg/Helen Donath/Münchner Rundfunkorchester/Tölzer Knabenchor, 1977 EMI Warner
- Humperdinck: Hänsel und Gretel - Donald Runnicles/Symphonieorchester des Bayerischen Rundfunks/Bernd Weikl/Jennifer Larmore/Hildegard Behrens, 1993 Teldec
- Mozart, Flauto magico - Karajan/Araiza/Mathis/Van Dam, 1980 Deutsche Grammophon
- Mozart, Flauto magico - Davis/Schreier/Price/Serra, 1984 Philips
- Schumann: Lieder - Edda Moser/Nicolai Gedda, EMI
- Strauss R, Salome - Dohnanyi/Malfitano/Terfel, 1974 Decca
- Strauss R: Die Frau ohne Schatten - Wolfgang Sawallisch/René Kollo/Cheryl Studer, 1988 EMI Warner
- Verdi, Rigoletto - Giulini/Cappuccilli/Cotrubas, 1980 Deutsche Grammophon
- Wagner: Die Walküre - Bayreuth Festival Orchestra/Donald McIntyre/Gwyneth Jones/Hanna Schwarz/Jeannine Altmeyer/Matti Salminen/Peter Hofmann/Pierre Boulez,0 Philips 1981
- Wagner, Oro del Reno - Boulez/McIntyre/Egel/Schwarz, 1980 Deutsche Grammophon
- Wagner: Das Rheingold - Robert Hale/Hanna Schwarz/Nancy Gustafson/ Kim Begley/Peter Schreier/Franz Josef Kapellmann/Jan-Hendrik Rootering/Walter Fink/Orchestra di Cleveland/Christoph von Dohnányi, 2012 Decca
- Wagner: Götterdämmerung - Matti Salminen/Ortrun Wenkel/René Kollo/Norma Sharp/Hans Günter Nöcker/Jeannine Altmeyer/Marek Janowski/Lucia Popp/Staatskapelle Dresden/Anne Gjevang/Daphne Evangelatos/Siegmund Nimsgern/Uta Priew/Männer des Staatsopernchores Leipzig/Ruth Falcon/Hanna Schwarz/Staatsopernchor Dresden, 1983 Sony
- Wagner, Parsifal - Karajan/Hofmann/Vejzovic/Moll, 1984 Deutsche Grammophon

## DVD
- Janáček: Jenůfa (Deutsche Oper Berlin, 2014) - Hanna Schwarz/Jennifer Larmore/Donald Runnicles, Arthaus Musik
- Strauss R, Salome - Böhm/Stratas/Weikl/Varnay, 1874 Deutsche Grammophon
- Wagner, Crepuscolo degli dei - Levine/MET/Jerusalem/Behrens, Deutsche Grammophon - Grammy Award for Best Opera Recording 1992
- Wagner, Oro del Reno - Boulez/McIntyre/Egel/Schwarz, regia Patrice Chéreau, 1980 Deutsche Grammophon
- Wagner, Parsifal - Stein/Weikl/Salminen/Sotin, 1981 Deutsche Grammophon
- Wagner, Tristano e Isotta - Barenboim/Kollo/Meier/Salminen, regia Jean-Pierre Ponnelle, 1983 Deutsche Grammophon
- Wagner: Tristan und Isolde (Deutsche Oper Berlin, 1993) - René Kollo/Robert Lloyd/Gwyneth Jones, Arthaus Musik
- Wagner, Walkiria - Boulez/Hofmann/Altmeyer/Jones, regia Patrice Chéreau, 1980 Deutsche Grammophon